# Каменка (Альшеєвський район)
Ка́менка (рос. Каменка, башк. Каменка) — присілок у складі Альшеєвського району Башкортостану, Росія. Входить до складу Чебенлинської сільської ради.
До 10 вересня 2007 року присілок називався 3-го Отділення совхоза «Шафраново».
Населення — 54 особи (2010; 83 в 2002).
Національний склад:
- башкири — 90 %